# Etiologia

A etiologia estuda como múltiplos factores interagem na formação do objecto específico que está a ser estudado.

A etiologia (do grego αιτία, aitía, "causa") é o estudo ou ciência das causas. Não há que se falar em "etiologia" como termo restritivo de uma ciência isoladamente. A biologia, a criminologia, a psicologia, a medicina e várias outras ciências possuem, em seu campo de actuação, a presença de conhecimento etiológico, visando a busca das causas que deram origem ao seu objecto de estudo. O conceito abrange toda a pesquisa que busca as causas de determinado objecto ou conhecimento.
No ramo da biologia, a etiologia preocupa-se com as causas das doenças. Os agentes ou factores que causam uma doença, podem ser classificados como factores endógenos (do próprio organismo) ou exógenos (do ambiente), pelo papel que desempenham na causalidade multifactorial das doenças e pelo seu potencial agressivo (virulência). É estudada em patologia humana, veterinária e vegetal.

## Modelo biopsicossocial
É importante enfatizar que, na etiologia de doenças e factos, nunca existe apenas um único causador. E é consideravelmente difícil definir qual o causador mais importante e quais são irrelevantes, o que, geralmente, é um tema polémico no meio científico. Actualmente, nas ciências da saúde, se segue o modelo biopsicossocial, que considera todas as doenças com origens simultaneamente biológicas, psicológicas e sociais, sendo necessária uma actuação multiprofissional para, efectivamente, combater a doença, dando preferência para a prevenção primária.
Por exemplo, para o desenvolvimento de um câncer (tumor), existem factores biológicos (predisposição genética, reacção a toxinas, displasias, etc.), factores psicológicos (comportamentos de risco, estresse prejudicial a saúde, dependência psicológica em substâncias cancerígenas, entre outros) e factores sociais (reforço social para o uso de álcool, tabaco e outras drogas, propagandas para uso de produtos cancerígenos, trabalhos insalubres etc.). E apenas fazer o tratamento médico não vai resolver o problema a longo prazo se por exemplo a pessoa for fumante, alcoolista, trabalhar com toxinas e viver em um ambiente contaminado com metais pesados.

## Mito etiológico
"Mito etiológico" é o termo usado na antropologia para os mitos que descrevem o surgimento de algo.
Exemplo: o fogo foi encarcerado pelo demiurgo no interior de determinada madeira; a produção do fogo por fricção seria portanto, apenas o desvelamento, a reconstituição de um ato primordial.
Outro exemplo notável de um mito etiológico envolve a renomada Calçada dos Gigantes, localizada na Irlanda do Norte, que é um sítio de colunas de basalto interligadas formando o que parece ser uma gigantesca calçada, sendo esta, na verdade, o resultado de uma erupção vulcânica que ocorreu sob certas condições naturais peculiares entre 50 a 60 milhões de anos atrás. Obviamente, a lenda irlandesa sobre criaturas mitológicas gigantes com manifestadas habilidades de pedreiro tem servido para explicar e justificar algo incompreensível ao povo autóctone sobre seu meio ambiente; a ocupação humana na Irlanda teve início após a última era glacial, no mesolítico, por volta de 8 mil anos antes da Era Comum.